# Koptologia
Koptologia – nauka o języku, kulturze i historii Koptów. Wyodrębniła się z egiptologii. Zajmuje się Egiptem chrześcijańskim. Autorem nazwy koptologia był egipski historyk Aziz Suryal Atiya (1898–1988). Jedno z pism poświęconych tej nauce jest wydawane w Warszawie – Nubica. Internationales Jahrbuch für Koptische, Meroitisch-Nubische. Äthiopische Studien. Inne ważne pisma to: „Bulletin de l'Archeologie Copte”, „Journal of Coptic Studies”, „Enchoria”, „Le Monde Copte”.

## Znani koptolodzy
- Aziz Suryal Atiya
- Pierre du Bourguet
- S. Kent Brown
- E. A. Wallis Budge
- O. H. E. Burmester
- Sarah Clackson
- Walter Ewing Crum
- Stephen Emmel
- Gawdat Gabra
- John Gee
- C. Wilfred Griggs
- Henri Hyvernat
- Rodolphe Kasser
- Athanasius Kircher
- Pahor Labib
- Bentley Layton
- Otto Friedrich August Meinardus
- Jack Plumley
- Hans Jakob Polotsky
- Timothy B. Sailors
- Samir Khalil Samir
- Helmut Satzinger
- Alin Suciu
- Gorgi Sobhi
- Einar Thomassen
- Walter Till
- Jozef Vergote
- Marian Robertson Wilson
- Hilde Zaloscer

## Polscy koptolodzy
- Włodzimierz Godlewski
- Adam Łajtar
- Magdalena Łaptaś
- Adam Łukaszewicz
- Wincenty Myszor
- Albertyna Szczudłowska-Dembska